# ليفوني
ليفوني هي بلدية في مدينة تورينو الحضرية في المنطقة الإيطالية بيدمونت، وتقع على بعد حوالي 30 كيلومتر (19 ميل) من شمال غرب تورين.

## نبذة
يعود تاريخ أول وثيقة مسجلة مذكور فيها اسم ليفوني إلى عام 1197م. يحد البلدة المذكورة سابقا كل من البلديات التالية: فورنو كانافيزي وريفارا بالإضافة إلى روكا كانافيزي و باربانيا.